# 연주 전투
연주 전투(兗州 戰鬪)는 191년에서 192년까지 조조가 연주에서 황건적과 흑산적, 흉노, 원술 등과 싸운 전투로 모두 승리해 연주를 차지해 기초를 다졌다.

## 삼국지 연의에서의 묘사
192년 5월 동탁이 암살당하고, 동탁의 부하들인 이각(李傕)과 곽사(郭汜)가 장안을 함락한 뒤에,
청주(靑州)에 황건적이 일어나자, 삼국지 연의 10장에서는, 태복 주준(朱儁)의 건의를 받아, 이각이 조조에게 명을 내려 포신(鮑信)과 함께 황건적을 토벌하게 한다는 식으로 나와 있다.
이때 백여 일만에 조조에게 항복한 적병이 30여 만이고 남녀가 1백여만 명이었다고 하며, 항복한 병사들 중에서 조조는 정예병만 골라 뽑아 청주병(靑州兵)이라 불리는 군대를 만들었다고 한다.
청주병은 하후돈이 지휘하였는데, 삼국지 연의 16장에서는, 청주병들이 약탈을 일삼자 우금이  그들을 죽였다고 한다. 살아남은 청주병들은 우금이 반란을 일으켰다고 조조에게 보고하였고, 조조가 우금을 토벌하기 위해 전진하나, 우금은 그것에 개의치 않고 그당시 적이었던 장수(張繡)를 막을 영채를 쌓아, 장수의 공격을 막아낸 적도 있었다.